# Mr. Nobody
Mr. Nobody ist ein romantisches Fantasy-Drama des Regisseurs und Drehbuchautors Jaco Van Dormael aus dem Jahr 2009.

## Handlung
Der Film Mr. Nobody befasst sich mit den Schwierigkeiten und Auswirkungen von Entscheidungen.
Die Geschichte erzählt dabei von einem neunjährigen Jungen, Nemo Nobody, der auf einem Bahnhof wählen muss, ob er nach der Scheidung seiner Eltern mit seiner Mutter mitgehen oder bei seinem Vater bleiben will.
Während des Überlegens bildet Nemo diverse Figuren, unter anderem sich selbst, die in der Darstellung vor einem Szenenwechsel, zwischen den unterschiedlichen Szenarien, stets wieder ab- und neu aufgebaut werden. Bei seinen Gedankengängen zur besten Entscheidung verlässt sich das Kind auf seine Allwissenheit der Dinge, über die es verfügt, da es von den „Engeln des Vergessens“, die laut Erzählung allen Kindern vor deren Geburt ihr Wissen nehmen, übersehen wurde. Dieser Faktor ermöglicht dem Jungen sehr ausgeprägte Vorstellungen seiner möglichen Zukünfte, die er sich alle ansieht wie in einem Kino und die er in gewisser Weise auch tatsächlich alle durchlebt. Dies zeigt sich, da ihm beim Wechsel der Szenarien – der häufig geschieht, um die Unentschlossenheit darzustellen – selbst Verwechslungen unterlaufen.
Es gibt im Laufe des Vorganges der Entscheidungswahl drei Grundideen, zwischen denen die Hauptfigur wechselt. Während dieser bringen erneute Entscheidungen teilweise Ergebnisse, die Nemo nicht gefallen, sodass er zurückspult und andere Versionen ausprobiert. Es bleibt jedoch bei den Ursprüngen.
Die drei Möglichkeiten unterscheiden sich insbesondere dadurch, für welches der drei Mädchen Anna, Elise oder Jeanne, die er aus seiner Heimatstadt kennt, er sich später entscheiden wird.
Anna lernt Nemo näher kennen, als er zunächst seiner Mutter folgt; Elise trifft er wieder, während er sich um seinen erkrankten Vater kümmert, und seine Beziehung mit Jeanne ist Ergebnis einer Eskalation, als der Weg mit Elise zunächst zu scheitern droht. Letzterer Weg stellt hierbei dar, wie die verschiedenen Gedankengänge einander beeinflussen, denn er trifft die Entscheidung, sich Elises Verhalten ihm gegenüber in derart großem Rahmen gefallen zu lassen, in vielen Punkten seiner Mutter wegen. Während er mit Anna zwar reichlich Trennungen miterlebt, aber sich zum Ende dieses Szenarios hin in einer sehr glücklichen Position wiederfindet, hat er in den Szenarien mit den anderen beiden Frauen viel tiefgreifendere Probleme. Elises entstehende Depression beispielsweise entwickelt sich aus dem Zwang, mit dem Nemo sie in die Beziehung drängte, obwohl sie einen anderen liebte.
Die Erzählung des Filmes beginnt am Ende eines der drei Pfade, als Nemo in einer Zukunft, in der die biologische Unsterblichkeit errungen wurde, einem sensationsgierigen Journalisten ein Interview gibt. Nemo selbst ist hier der letzte sterbliche Mensch, 118 Jahre alt und dem Tode nahe. Nemo erzählt dem Journalisten nicht nur von seinen vielen möglichen Leben, sondern versucht auch, seinem Gesprächspartner zu erklären, dass sie beide gar nicht existieren, sondern nur Gestalten der Ideen seines eigenen neunjährigen Ichs sind; der Journalist versteht jedoch nur wenig.
In einer der erinnerten Zukunftsvarianten des Jungen aus dem Pfad mit Elise traf ein alternder Nemo auf eine alternde Anna, die hier eine Wissenschaftlerin war, die das Wesen von Raum und Zeit studierte. Elise war längst tot, und Nemo verstreute ihre Asche auf dem Mars, wie er es ihr mit 15 versprochen hatte. Anna sagte Nemo damals, dass am 12. Februar 2092 um 5:50 Uhr morgens etwas Besonderes passieren werde. Zu diesem Zeitpunkt werde das Universum aufhören zu expandieren. Der Raum werde anfangen, sich wieder zusammenzuziehen, und die Zeit werde vielleicht beginnen, rückwärts zu laufen. Nemo erhofft sich davon in der Zukunftsvariante mit dem Interview eine zweite Chance. Wenige Sekunden vor dem Termin verliert der Sterbende das Bewusstsein. Doch tatsächlich beginnt die Uhr, rückwärts zu laufen, und Nemo erwacht wieder. Der Film endet mit einer Szene plaudernder Jugendlicher auf einem Bootssteg im Sommer.

### Philosophische Theorien
Während er die Entscheidung fällt, begegnet Nemo einigen Phänomenen, welche Auswirkungen auf den Erfolg seiner Ideen haben, so zum Beispiel der Chaostheorie oder dem Schmetterlingseffekt. Diese werden im Film in einem Szenario verarbeitet, in dem er als Schauspieler philosophische Theorien im Zuge eines Dokumentarfilmes moderiert.

## Produktion

### Produktionsübersicht

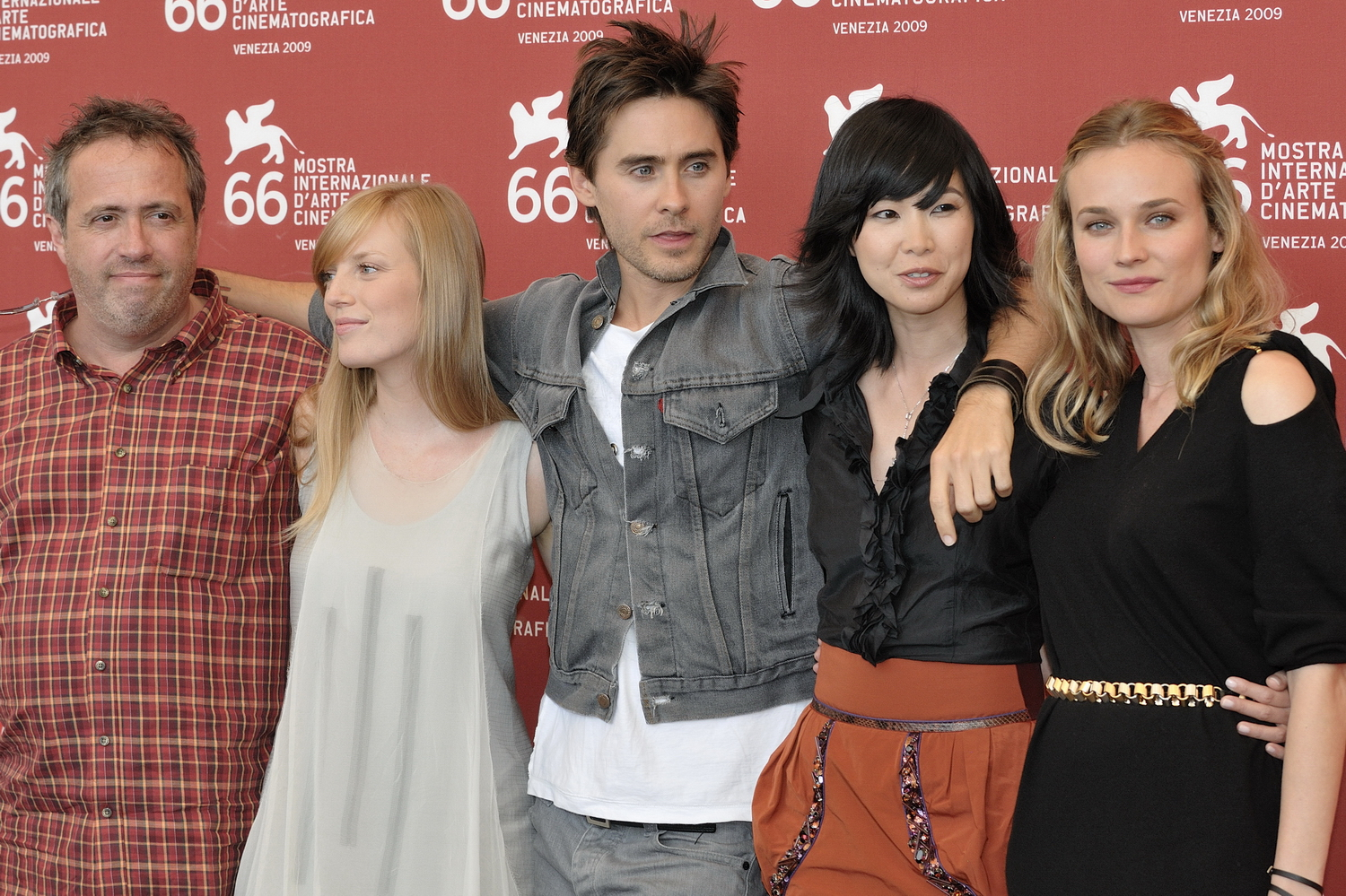
Regisseur Jaco Van Dormael mit Sarah Polley, Jared Leto, Linh Dan Pham und Diane Kruger

Die ersten Ideen des Drehbuchautors und Regisseurs Jaco Van Dormael bezogen sich im Jahr 2001 eigentlich auf einen 11-minütigen-Kurzfilm, den er in den 1980ern fertiggestellt hatte. Als er mit den ersten Ausarbeitungen fertig war, war er von dem Thema des damaligen Filmes sehr abgewichen und abgesehen davon, dass ihn das störte, sprachen einige zu diesem Zeitpunkt erschienene Filme, bspw. Lola rennt, mit ähnlichen Motiven, gegen eine Produktion des Filmes.
Die Vorproduktion begann im Februar 2007 mit dem Casting der Darstellerin Sarah Polley, gefolgt von der Besetzung weiterer Hauptrollen. Die Dreharbeiten begannen am 4. Juni 2007 und dauerten 25 Wochen.
Das Budget des Films betrug 47 Millionen US-Dollar.

### Drehorte
Belgien
- Brüssel
- ACB Factory in Anderlecht
- Watermael-Boisfort in Brüssel

Kanada
- Montréal (Québec)
- Beaconsfield (Québec)
- Kirkland (Québec)
- Sainte-Anne-de-Bellevue (Québec)
- Ottawa (Ontario)

Deutschland
- Filmstudio Babelsberg in Potsdam
- Berlin
- Hauptbahnhof in Leipzig
- Flughafen Leipzig/Halle in Schkeuditz

New York (USA)
- Grand Central Terminal

## Kritiken
„[…] Wie ein „Benjamin Button“ für Intellektuelle behandelt der Film sehr komplexe Konzepte, wie die unendliche Anzahl von Möglichkeiten, die das menschliche Leben bietet, auf eine unterhaltsame Weise. Man folgt dem Helden Nemo Nobody (Alter 0 bis 118) durch verschiedene Leben, die er aufgrund unterschiedlicher Entscheidungen geführt hätte. Diese englischsprachige Koproduktion mit großem Budget zeigt, dass die Europäer im Science-Fiction-Bereich, in dem (technisch) aufwendige Produktionen regieren, mithalten können. […]“

„[…] In ‚Mr. Nobody‘ gibt es keinen emotionalen Flügelschlag, der einen Sturm der Leidenschaft auslösen würde. Ansätze dazu – etwa in der herrlich unbeschwert sich anlassenden Teenie-Lovestory – verpuffen recht schnell in einem Bilderlabyrinth ohne Ariadnefaden, das nur in seelenlose Virtuosität führt. […]“

„Im Kinofilm ‚Mr. Nobody‘ geht es um den letzten sterblichen Menschen. Und die Trennung seiner Eltern. Und drei verschiedene Lieben. Und die Stringtheorie. Und ein weißes Einhorn. Und leider auch um die Frage, ob ein Film aus zu vielen guten Ideen bestehen kann.[…] Sieben Jahre, sagt Van Dormael, habe er an dem Drehbuch geschrieben, jeden Tag von zehn Uhr morgens bis nachmittags um halb vier. In einem anderen möglichen Leben hätte er in diesen sieben Jahren vielleicht zwei oder drei oder mehr Filme aus dem Stoff gemacht. Das wäre gut gewesen, weil weniger anstrengend. Und weil er mehr Gedanken und Geschichten hätte auserzählen können. Andererseits wäre es auch schade gewesen. Denn Van Dormaels Werk ist zwar eine Zumutung, aber eine kluge und faszinierende Zumutung. Wenn man aus dem Kino zurück ins Tageslicht tritt, fühlt man sich so, wie sich amerikanische Touristen fühlen müssen, nachdem sie ganz Europa in zweieinhalb Tagen besichtigt haben: überwältigt und ein bisschen verwirrt.“

## Trivia
- Als Kulisse für das Studio der Serie Die letzten Sterblichen, welche aus „New New York Hospital“ gesendet wird, diente u. a. die Architektur des Marie-Elisabeth-Lüders-Hauses, welche durch Computeranimationen um Hochbauten ergänzt wurde.